# Pitar bucculentus
Pitar bucculentus is een tweekleppigensoort uit de familie van de Veneridae. De wetenschappelijke naam van de soort is voor het eerst geldig gepubliceerd in 1867 door Römer.